# 148-я стрелковая дивизия
148-я стрелковая дивизия — воинское соединение Вооружённых сил СССР в Великой Отечественной войне. Период боевых действий: со 2 июля 1941 года по 11 мая 1945 года.

## История
148-я стрелковая дивизия была сформирована в конце 1939 года в Энгельсе (Саратовской области).
В июне 1941 года дивизия входила в состав 21-й армии, а с 7 июля — в состав 45 стрелкового корпуса (13-я армия).
Дивизия начала боевые действия в неполном составе. Так, 507-й полк в составе двух батальонов сражался в рядах 172-й стрелковой дивизии, оборонявшей Могилёв, где и был практически полностью уничтожен. 496-й стрелковый полк в составе 45-го стрелкового корпуса участвовал в боях на восточном берегу Днепра в районе Борколабово и безуспешно пытался вместе с другими разрозненными частями корпуса ликвидировать немецкий плацдарм у города Старый Быхов. В дальнейшем полк попал в окружение, из которого удалось вырваться примерно 400 бойцам и командирам. Штаб 148-й дивизии на фронт прибыл лишь 17 июля 1941 года (по данными историографа соединения Венига — 14 июля) в район Кричева, где возглавил по сути заново созданную дивизию, которой были приданы отдельные подразделения из состава различных стрелковых соединений 20-го стрелкового корпуса и 4-й армии.
В сентябре 1941 года дивизия была передана в состав 3-й армии, в декабре 1941 — в состав 13-й армии, а в 1944 году — в состав 60-й армии.
26 января 1943 года в ходе наступательной Воронежско-Касторненской операции штурмовала высоту Огурец и с. Ломигоры. Но на протяжении 2-х дней попытки взять высоту не увенчались успехом, а потери составили до 1500 человек.
Принимая участие в Курской битве, дивизия отражала удар противника между населёнными пунктами Хитрова и Сабурово на Малоархангельск на северном фасе Курской дуги.
Осенью 1943 года дивизия принимала участие в Черниговско-Припятской операции, освободив 21 сентября Чернигов.
В сентябре 1943 года форсировала Днепр. В 1944 году участвовала в Житомирско-Бердичевской наступательной операции и 27 января освободила Шепетовку, а 12 апреля — Тернополь.
В 1944 году 148-я дивизия принимала участие в Львовско-Сандомирской операции и 27 июля освободила Львов, затем дивизия принимала участие в освобождении Польши.
В 1945 году участвовала в Берлинской стратегической операции и Пражской операции, где и закончила свои военные действия.
Форсировала реки Десна, Днепр, Западный Буг, Висла.

## Памятник
Памятник в г. Энгельс в честь 50-летия 148-й Черниговской стрелковой дивизии был открыт 25 сентября 1989 года, скульптор Г. Тугушев. В 2010 году памятник перенесли  на пересечении улиц 148-й Черниговской дивизии и Марины Расковой.

Памятник 148 Черниговской дивизии (фото 1)
Памятник 148 Черниговской дивизии (фото 2)
Памятник 148 Черниговской дивизии (фото 3)

## Полное название
148-я стрелковая Черниговская Краснознамённая ордена Суворова дивизия

## Подчинение
- 21-я армия — на 00.06.1941 года
  - Центральный фронт, 13-я армия — на 01.07.1943 года.
- Воронежский фронт, 13-я армия, 15-й стрелковый корпус— на 05.10.1943 года.
- 1-й Украинский фронт, 60-я армия (СССР), 15-й стрелковый корпус- на 25.01.1944 года.

## Состав
- 496-й стрелковый полк
- 507-й стрелковый полк
- 654-й стрелковый полк (подполковник И. В. Груздов)
- 532-й гаубичный артиллерийский полк (до августа 1941 года)
- 326-й артиллерийский полк
- 226-й отдельный истребительно-противотанковый дивизион
- 142-я отдельная разведывательная рота
- 163-й отдельный сапёрный батальон
- 173-й отдельный батальон связи
- 199-й медико-санитарный батальон
- 177-я отдельная рота химической защиты
- 96-я автотранспортная рота
- 247-й дивизионный ветеринарный лазарет
- 345-я полевая хлебопекарня
- 687-я полевая почтовая станция
- 245-я полевая касса Госбанка

## Награды дивизии
- 21 сентября 1943 года — Почётное наименование «Черниговская» — присвоено приказом Верховного Главнокомандующего от 21 сентября 1943 года в ознаменование одержанной победы и отличие в боях при форсировании реки Десна и освобождение города Чернигов.
- 17 февраля 1944 года —  Орден Красного Знамени — награждена указом Президиума Верховного Совета СССР от 17 февраля 1944 года за образцовое выполнение боевых заданий командования в боях за освобождение города Шепетовки и проявленные при этом доблесть и мужество.[3]
- 19 марта 1944 года —  Орден Суворова II степени — награждена указом Президиума Верховного Совета СССР от 19 марта 1944 года за образцовое выполнение заданий командования в боях за освобождение городов Старокостантинова, Изяславля , Шумска, Ямполя, Острополя и проявленные при этом доблесть и мужество.[4]

Награды частей дивизии:
- 496-й стрелковый Тарнопольский Краснознамённый[5] полк
- 507-й стрелковый Краснознамённый[5] полк
- 654-й стрелковый Львовский полк
- 326-й артиллерийский Краснознамённый[6] ордена Богдана Хмельницкого (II степени)[5] полк

## Командование

### Командиры
- Черокманов, Филипп Михайлович (15.09.1939 — 01.09.1941), полковник
- Гарнич, Николай Фёдорович (02.09.1941 — 15.09.1941), полковник
- Черокманов, Филипп Михайлович (16.09.1941 — 16.02.1942), полковник
- Касаткин, Пётр Иванович (18.02.1942 — 20.02.1942), подполковник
- Мищенко, Андрей Авксентьевич (21.02.1942 — 22.11.1944), полковник, с 01.10.1942 генерал-майор
- Гольцов, Михаил Иванович (23.11.1944 — 25.05.1945), полковник

### Начальники штаба
- Цвинтарный, Яков Герасимович (??.03.1942 — ??.10.1942), майор